# Ministerstwo Górnictwa i Energetyki (1949–1950)
Ministerstwo Górnictwa i Energetyki – polskie ministerstwo istniejące w latach 1949–1950, powołane z zadaniem działania w obszarze przemysłów związanych z hutnictwem, metalurgią, elektrotechniką i chemią. Minister był członkiem Rady Ministrów.

## Ustanowienie urzędu
Na podstawie ustawy z dnia 10 lutego 1949 r. o zmianie organizacji naczelnych władz gospodarki narodowej zniesiono urząd Ministerstwa Przemysłu i Handlu i w jego miejsce utworzono urzędy:
- Ministerstwa Górnictwa i Energetyki
- Ministerstwa Przemysłu Lekkiego
- Ministerstwa Przemysłu Ciężkiego
- Ministerstwa Przemysłu Rolnego i Spożywczego
- Ministerstwa Handlu Wewnętrznego
- Ministerstwa Handlu Zagranicznego

## Ministrowie
- Ryszard Nieszporek (1949–1950).

## Zakres działania urzędu
Na podstawie rozporządzenia Rady Ministrów z 1949 r. do zakresu Ministra Górnictwa i Energetyki należały sprawy przemysłu węglowego, torfowego, solnego, naftowego, gazowniczego i energetycznego, a w szczególności we wszystkich tych gałęziach przemysłu.
- planowanie gospodarcze i polityka inwestycji;
- kierowanie działalnością podległych przedsiębiorstw państwowych, państwowo-spółdzielczych oraz pozostających pod zarządem państwowym;
- nadzór nad urządzeniami technicznymi;
- arbitraż w sprawach majątkowych między przedsiębiorstwami i instytucjami podlegającymi Ministrowi Górnictwa i Energetyki;
- sprawy kadr oraz współdziałanie z właściwymi władzami w sprawach zatrudnienia;
- organizowanie badan naukowych, publikacji wydawnictw i nadzór nad instytutami naukowo-badawczymi.

Do zakresu działania Ministra Górnictwa i Energetyki należały ponadto:
- sprawy górnicze i administracji górniczej;
- sprawy służby geologicznej.

## Zniesienie urzędu
Ustawą z 1950 r. przekształcono urząd Ministra Górnictwa i Energetyki w urząd Ministerstwa Górnictwa.